# Lycosa laeta
Lycosa laeta là một loài nhện trong họ Lycosidae.
Loài này thuộc chi Lycosa. Lycosa laeta được Ludwig Carl Christian Koch miêu tả năm 1877.